# Lady Will Carr
Lady Willie Carr (* 24. April 1922 in Texarkana; † zwischen 1963 und 1971 in Kalifornien) war eine amerikanische Jazzpianistin, die vor allem in den 1940er-Jahren in der Jazzszene von Los Angeles in Erscheinung trat.
Lady Will Carr begleitete ab 1944 das Gesangstrio The V’s (oder Ivy, Vern & Von). Dann spielte sie in Los Angeles in der Band des Trompeters McLure „Red Mack“ Morris. 1946 war sie an mehreren Aufnahmesessions beteiligt, zunächst im April mit dem Charles Mingus Oktett („Asby de la Zouch“/„Love on a Greyhound Bus“) für das lokale Label 4-Star, die später mehrfach international veröffentlicht wurden. Später wieder veröffentlichte Aufnahmen entstanden außerdem in ähnlicher Besetzung (etwa Pipe Dream, eine Variante von Weird Nightmare) sowie mit ihrem eigenen Trio mit Irving Ashby und Charles Mingus (After Hours). Im selben Jahr entstanden auch Aufnahmen mit Lucky Thompson für 4-Star. Außerdem war sie mit dem Sänger Bob Parrish („Full Moon and Empty Arms“), mit Al Hibbler/Harry Carney’s All Stars, der Harper Brinson Band (mit Rabon Tarrant) im Aufnahmestudio.
Sie war alkoholkrank und ertrank unter Alkoholeinfluss bei einem Angelausflug.